# Szlak rowerowy R1

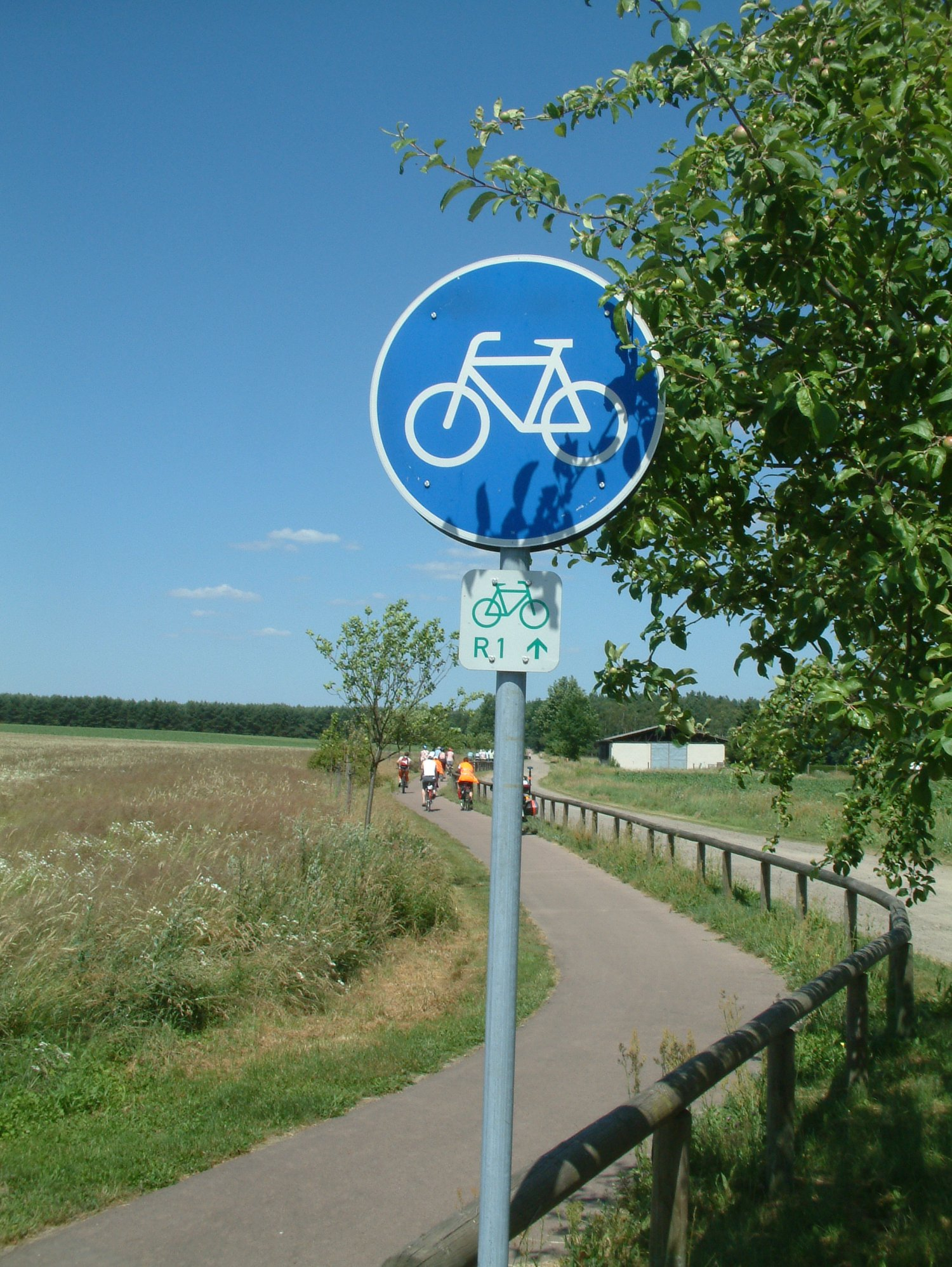
Tabliczka trasy R-1 w miejscowości Rabenstein/Fläming w Brandenburgii

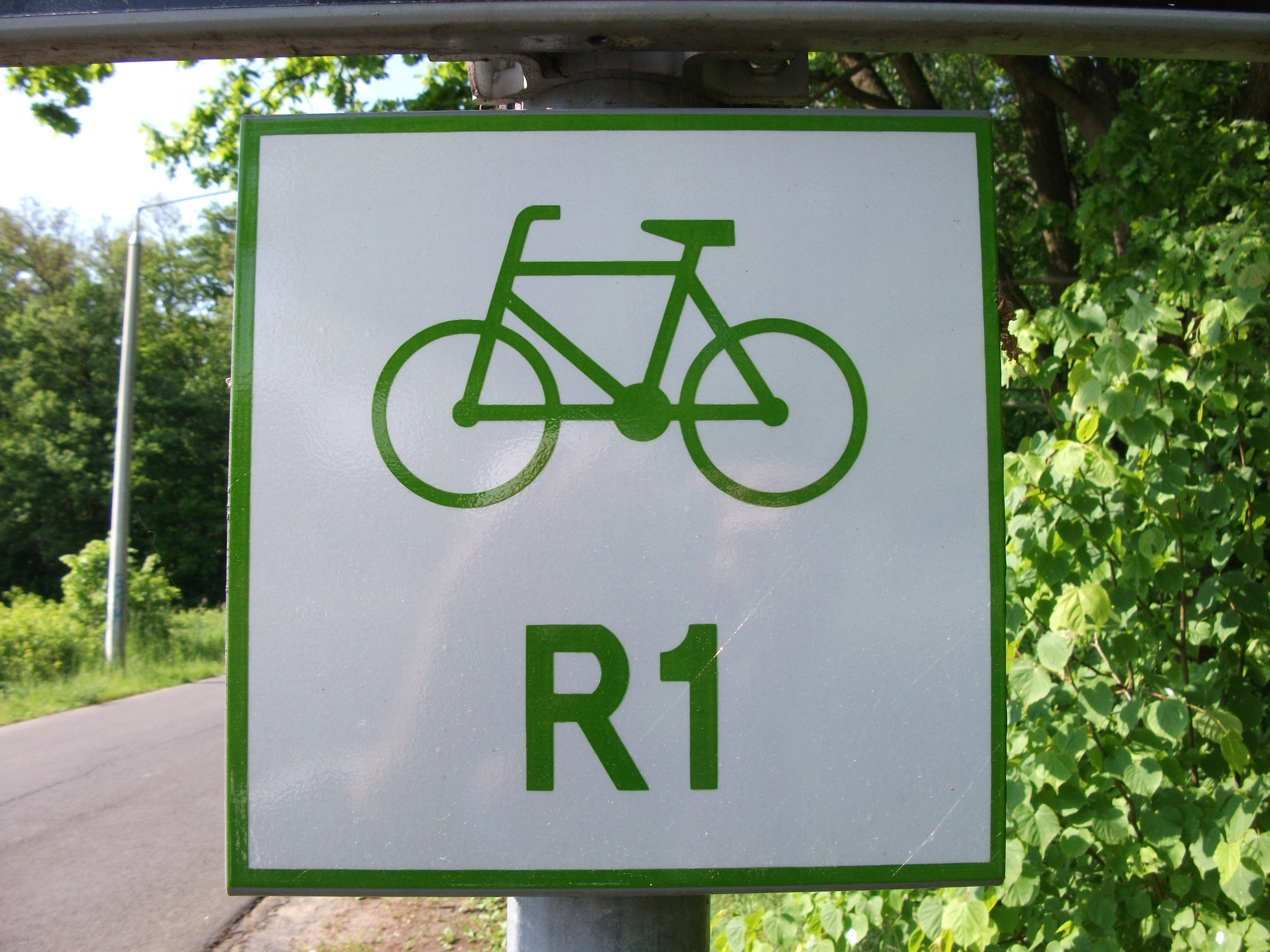
Międzynarodowa Trasa Rowerowa R-1 w Mokrem koło Grudziądza

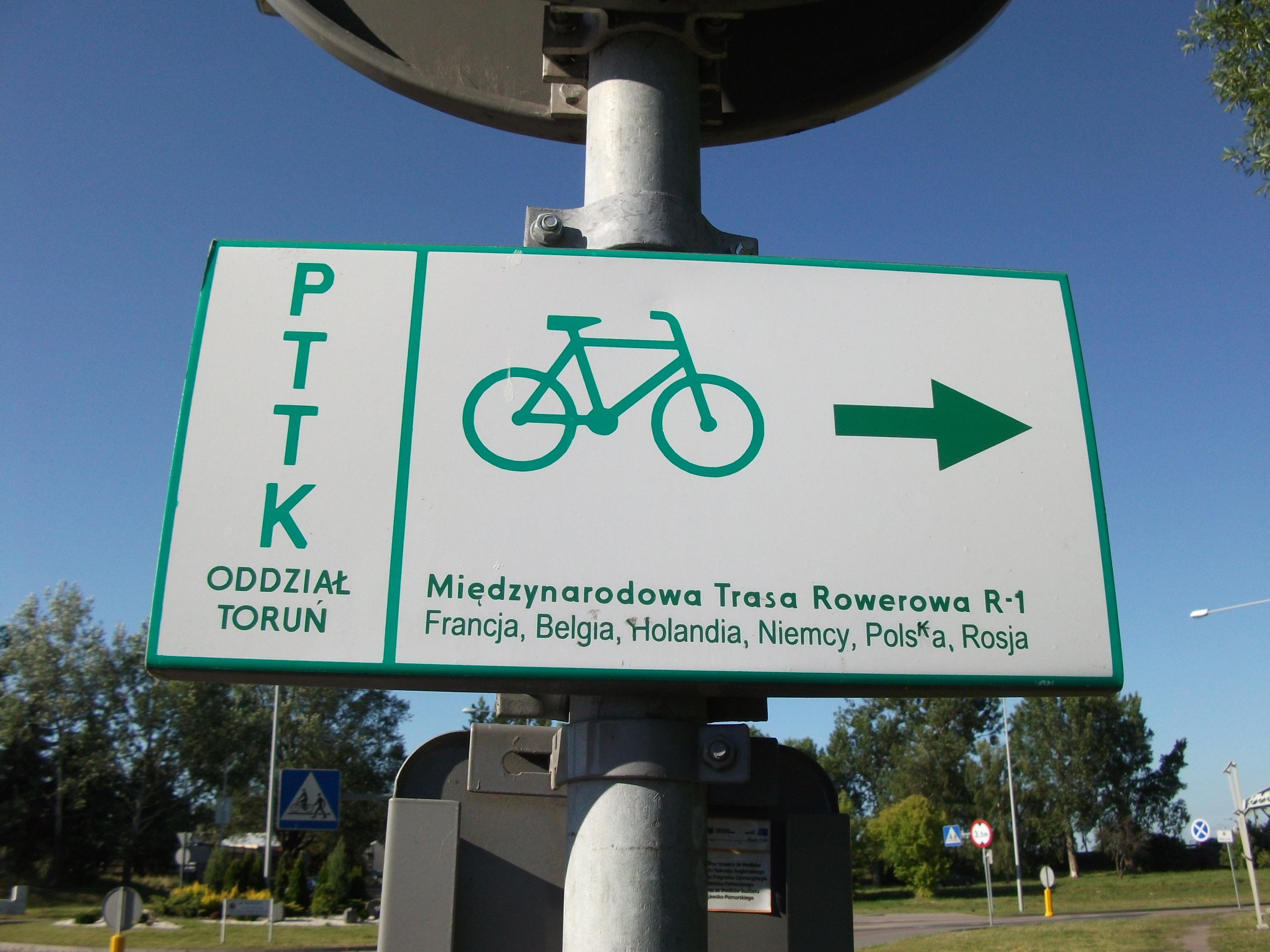
Międzynarodowa Trasa Rowerowa R-1 w Grudziądzu

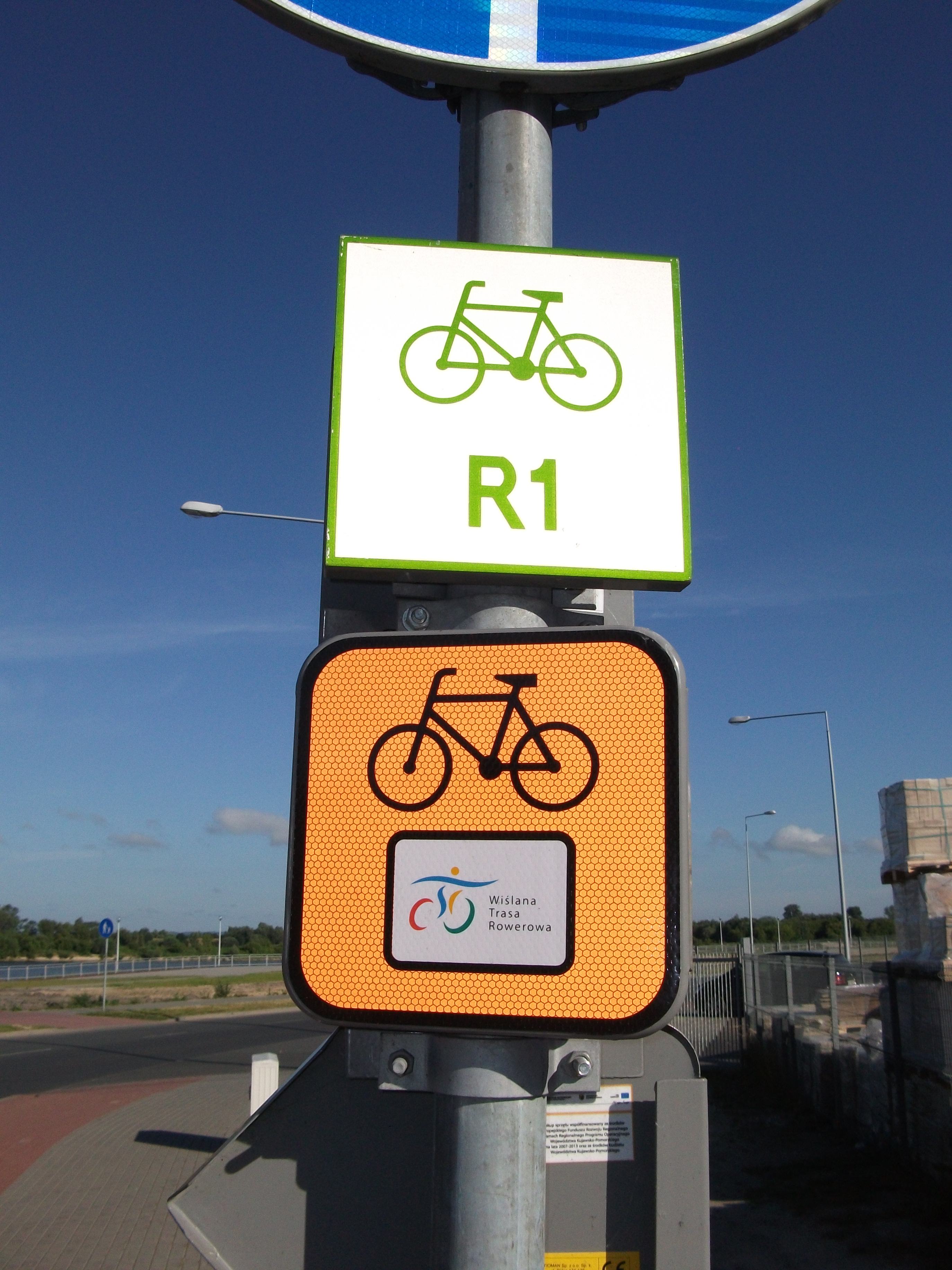
Międzynarodowa Trasa Rowerowa R-1 i Wiślana Trasa Rowerowa w Grudziądzu

Szlak Rowerowy R1 — międzynarodowy szlak rowerowy o długości ponad 3700 km biegnący od miasta Calais we Francji do Petersburga w Rosji. Pierwszy 275 km odcinek R1 został zbudowany w latach 1984/88 pomiędzy Hoexter i Zwillbrock (w Nadrenii Północnej-Westfalii) na granicy z Holandią. W 1989 roku po uzgodnieniach Mussenbrock z holenderskimi sąsiadami osiągnięto kontynuację trasy rowerowej przez Holandię i Belgię do Boulogne-sur-Mer we Francji. Inauguracja odbyła się w dniu 3 lipca 1991 roku w Utrechcie (Holandia) i droga miała wtedy długość 900 km. Od 1990 roku podjęto pracę nad przedłużeniem drogi na wschód Europy. W 1994 roku doprowadzono R1 do granicy z Polską, a w 1996 roku do Królewca w Rosji. 
Trasa: Francja, Belgia, Holandia, Niemcy, Polska, Rosja, Litwa, Łotwa, Estonia i Rosja.

## Miasta pośrednie

### Francja
- Calais

### Belgia
- Brugia

### Holandia
- Haga tutaj R1 spotyka się z trasą EuroVelo 12

### Niemcy
Przez terytorium Niemiec trasa R1 ma długość 960 km.
- Münster tutaj R1 spotyka się z trasą EuroVelo 3
- Höxter
- Einbeck
- Bernburg
- Berlin tutaj R1 spotyka się z trasą EuroVelo 7
- Küstrin-Kietz tutaj R1 spotyka się z trasą Odra – Nysa

### Polska
- Kostrzyn nad Odrą
- Międzyrzecz
- Międzychód
- Trzcianka
- Piła
- Osiek nad Notecią
- Mrocza
- Koronowo
- Gruczno
- Chełmno tutaj R1 spotyka się z Wiślaną Trasą Rowerową
- Grudziądz tutaj R1 spotyka się z Wiślaną Trasą Rowerową
- Kwidzyn
- Sztum
- Elbląg
- Frombork

### Rosja
- Królewiec

### Litwa
- Kłajpeda tutaj R1 spotyka się z trasą EuroVelo 10

### Łotwa
- Ryga

### Estonia
- Tartu tutaj R1 spotyka się z trasą EuroVelo 11

### Rosja
- Petersburg tutaj R1 spotyka się z trasą EuroVelo 10